# Sprea Editori
Sprea S.p.A., conosciuta come Sprea Editori, è una casa editrice italiana con sede a Cernusco sul Naviglio. Fondata nel 1993 dall'attuale presidente, Luca Sprea, è attiva nel mondo dell'editoria periodica, pubblicando in edicola diverse riviste di settore.

## Aree tematiche
Le pubblicazioni periodiche si occupano di diverse aree tematiche. La divisione fotografia di Sprea S.p.A. tratta di argomenti quali eventi e mostre, fotografia digitale, stampa, approfondimenti sui prodotti Nikon e Canon.
Dal 4 agosto 2020, Sprea Editori inizia la pubblicazione del mensile Turisti per Caso Slow Tour (rivista legata al noto programma televisivo con protagonisti Patrizio Roversi e Syusy Blady) con una tiratura iniziale di 40 000 copie. Il magazine era precedentemente edito da Edizioni Master, ma la pubblicazione si era interrotta a causa del fallimento della casa editrice cosentina.
Per la sezione musica, le tre riviste principali sono Prog, Classic Rock Lifestyle e Vinile. Prog è il magazine bimestrale dedicato agli appassionati di rock progressivo, diretto da Guido Bellachioma. Classic Rock è il mensile dedicato agli amanti del rock, diretto da Maurizio Becker. Vinile, diretta dal giornalista e autore televisivo Michele Neri, è una testata bimestrale incentrata sulla storia della musica e del collezionismo. Da luglio 2024 Sprea pubblica anche Buscadero.
La sezione dedicata alla cucina vanta un ampio numero di periodici, dedicati agli amanti della cucina vegetariana, cucina tradizionale e i dolci.
La divisione dedicata alla storia conta diverse testate: BBC History (di cui è direttore Mario Sprea), Civiltà Romana, Far West Gazzette e Guerre e guerrieri.
La sezione che si occupa di informatica annovera tra le sue testate App Journal, Hacker Journal, Il Mio Computer Idea, Linux Pro, Mac Magazine, Ubuntu Facile e Win Magazine (quest'ultimo edito in precedenza da Edizioni Master).
Altre tematiche che vengono trattate nei vari periodici sono giardinaggio, benessere della persona, animali, fai da te e motori. Vengono pubblicati anche fotoromanzi.